# Tatjana Ždanoka
Tatjana Ždanoka (în rusă Татьяна Жданок; n. 8 mai 1950, Riga, Republica Sovietică Socialistă Letonă, URSS) este un om politic leton, membru al Parlamentului European în perioada 2004-2009 din partea Letoniei. Pentru sprijinirea regimului sovietic la încercarea de lovitură de stat din 1991, i-a fost interzisă deținerea unei funcții în Seimul Letoniei, în conformitate cu legislația letonă.